# Liste botanischer Gärten in Österreich
Die Liste botanischer Gärten in Österreich nennt Botanische Gärten in den neun Bundesländern Österreichs.

## ARGE Österreichischer Botanischer Gärten
Die Botanischen Gärten Österreichs sind in der ARGE Österreichischer Botanischer Gärten organisiert. Darin aufgenommen sind:
| Bezeichnung                                                       | Ort                         | Bundesland       | Bemerkungen | Abbildung |
| ----------------------------------------------------------------- | --------------------------- | ---------------- | --- | --------- |
| Alpengarten Villacher Alpe                                        | Dobratsch                   | Kärnten          | |           |
| Botanischer Garten Klagenfurt                                     | Klagenfurt                  | Kärnten          | Kärntner Botanikzentrum (Landesmuseum für Kärnten) |           |
| Schau- und Vermehrungsgarten Arche Noah                           | Schloss Schiltern           | Niederösterreich | Verein Arche Noah |           |
| Die Garten Tulln                                                  | Tulln an der Donau          | Niederösterreich | |           |
| Agrarium                                                          | Steinerkirchen an der Traun | Oberösterreich   | |           |
| Botanischer Garten der Stadt Linz                                 | Linz                        | Oberösterreich   | |           |
| Biologiezentrum des OÖ Landesmuseums                              |                             | Oberösterreich   | |           |
| Botanischer Garten der Universität Salzburg                       | Salzburg                    | Land Salzburg    | |           |
| Botanischer Garten der Universität Graz                           | Graz                        | Steiermark       | |           |
| Tier- und Naturpark Schloss Herberstein                           | St. Johann bei Herberstein  | Steiermark       | |           |
| Botanischer Garten der Universität Innsbruck                      | Innsbruck                   | Tirol            | 1793 gegründet, seit 1913 am heutigen Standort |           |
| Alpengarten Patscherkofel (Universität Innsbruck)                 | Patscherkofel               | Tirol            | auf rund 2000 m ü. A. Seehöhe, 1935 eröffnet |           |
| Arboretum Mariabrunn                                              | Penzing                     | Wien             | nicht öffentlich zugänglich |           |
| Blumengärten Hirschstetten                                        | Donaustadt                  | Wien             | MA 42 – Stadtgartenamt |           |
| Botanischer Garten der Universität für Bodenkultur                | Währing                     | Wien             | nicht öffentlich zugänglich |           |
| Botanischer Garten der Veterinärmedizinischen Universität         | Floridsdorf                 | Wien             | Veterinärmedizinische Universität Wien, nicht öffentlich zugänglich |           |
| Botanischer Garten der Universität Wien                           | Landstraße                  | Wien             | |           |
| Botanischer Garten des Instituts für Pharmakognosie               | Alsergrund                  | Wien             | Universität Wien |           |
| Alpengarten Belvedere                                             | Landstraße                  | Wien             | Belvederegarten mit Glashaussammlung, nicht öffentlich zugänglich, Zentrum für Gartenkultur (ehemals Höhere Bundeslehr- und Forschungsanstalt für Gartenbau Schönbrunn und Österreichische Bundesgärten)            |           |
| Schönbrunner Schlosspark                                          | Hietzing                    | Wien             | mit Palmenhaus, Wüstenhaus und Glashaussammlung, nicht öffentlich zugänglich, Zentrum für Gartenkultur (ehemals Höhere Bundeslehr- und Forschungsanstalt für Gartenbau Schönbrunn und Österreichische Bundesgärten) |           |
| Höhere Bundeslehr- und Forschungsanstalt für Gartenbau Schönbrunn | Hietzing                    | Wien             | nicht öffentlich zugänglich, Zentrum für Gartenkultur (ehemals Höhere Bundeslehr- und Forschungsanstalt für Gartenbau Schönbrunn und Österreichische Bundesgärten)                                                  |           |
| Schmetterlinghaus Burggarten                                      | Innere Stadt                | Wien             | |           |

## Weitere
Ehemalige Botanische Gärten und nicht in der ARGE aufgenommene Gärten, die den Anspruch erheben, Botanische Gärten zu sein:
| Bezeichnung                    | Ort                     | Bundesland     | Bemerkungen                                               | Abbildung |
| ------------------------------ | ----------------------- | -------------- | --------------------------------------------------------- | --------- |
| Alpengarten Rannach            | Rannach                 | Steiermark     | Im Herbst 2005 nach fünfzigjährigem Bestehen geschlossen. |           |
| Alpengarten Bad Aussee         | Bad Aussee              | Steiermark     |                                                           |           |
| Botanischer Garten Frankenburg | Frankenburg am Hausruck | Oberösterreich |                                                           |           |